# Hans Breitbarth

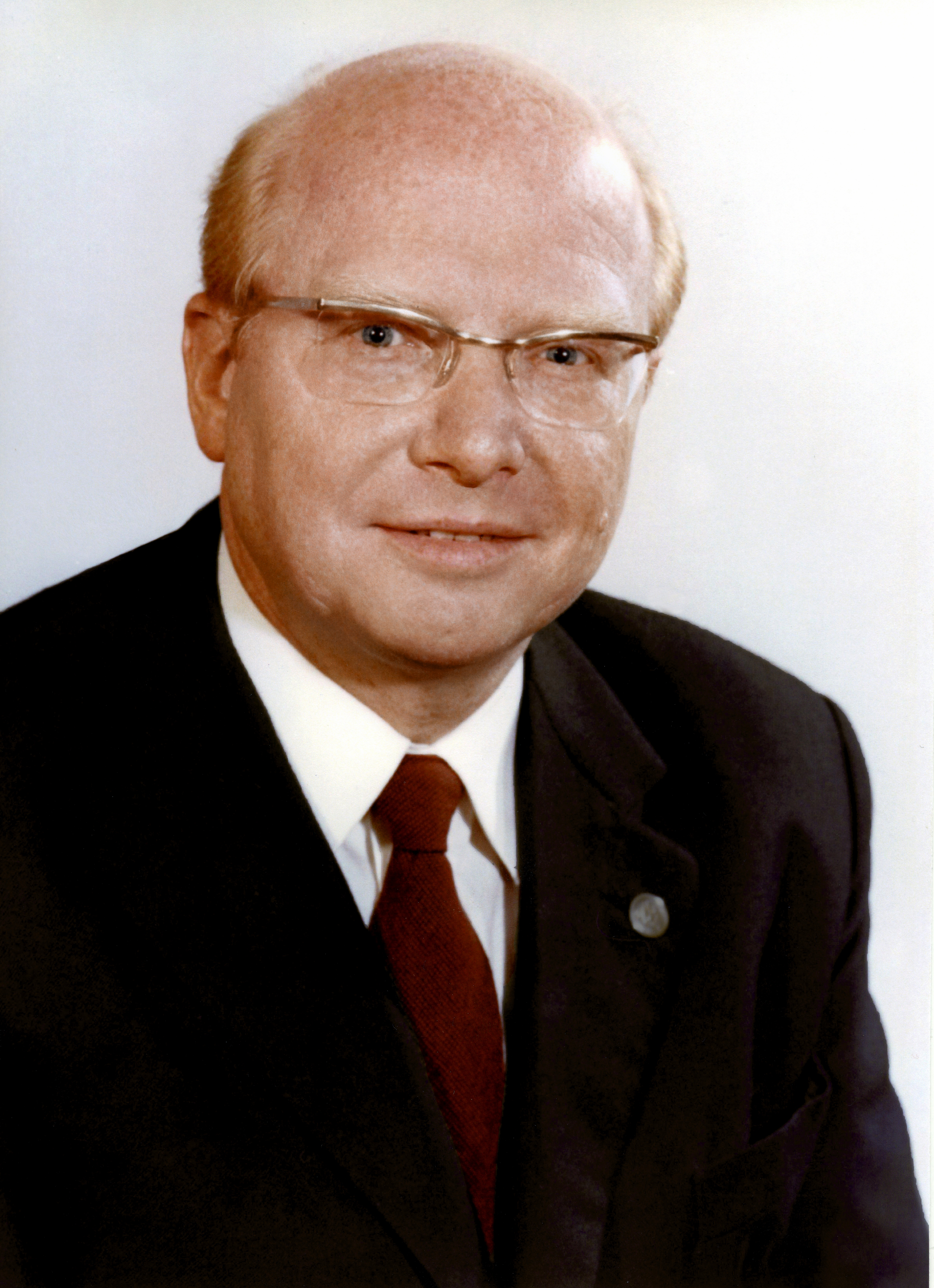
Hans Breitbarth (1970)

Hans Breitbarth (* 24. September 1928 in Mühlhausen/Thüringen; † 17. Juni 2010 in Berlin) war ein leitender deutscher Justizverwaltungsfachmann. Er gehörte der Parteiführung der NDPD an und war von 1970 bis 1990 Vize-Justizminister der DDR.

## Leben
Breitbarth, Sohn eines Handwerksmeisters, legte 1947 an der Arnoldischule in Gotha das Abitur ab und arbeitete ab 1948 im Justizdienst. Im Jahr 1949 wurde er Mitglied der National-Demokratischen Partei Deutschlands (NDPD). Ab 1952 studierte er Rechtswissenschaften an der  Friedrich-Schiller-Universität Jena mit dem Abschluss als Diplom-Jurist. Von 1956 bis 1958 war er als Richter am Kreisgericht  Mühlhausen, ab 1958 am Kreisgericht Gotha und danach als Oberrichter am Bezirksgericht Erfurt tätig. Von 1963 bis 1967 war er Nachfolgekandidat der Volkskammer und zeitweise Abgeordneter des Bezirkstages Erfurt.
Von Mai 1970 bis März 1990 war er Stellvertreter des Minister der Justiz der DDR (Nachfolger von Rolf Kaulfersch). Ihm unterstanden die Hauptabteilung V (Organisation und Information) sowie die Abteilungen 4 (Notariate und Rechtsanwälte), 5 (Ökonomie) und 6 (Verwaltung). Mit seinem Ausscheiden aus der Justizverwaltung wurde ihm am 30. März 1990 der Dienstrang Justizoberrat verliehen, woraufhin er bis ins hohe Alter in Berlin als Anwalt tätig war.
Sein Lebenswerk war der Aufbau des Instituts für Weiterbildung des Justizministeriums der Deutschen Demokratischen Republik, wofür er die Ruine des Zietenschlosses in Wustrau-Altfriesack fand und dessen Rekonstruktion leitete (heute Tagungsort der Deutschen Richterakademie). 
Im Jahr 1971 wurde er Mitglied des Hauptausschusses der NDPD und auf deren 10. Parteitag im April 1972 zum Mitglied des Parteivorstandes (ab 1977 Präsidium) des Hauptausschusses gewählt. Er war Mitglied des Zentralvorstandes und des Sekretariats der Vereinigung der Juristen der DDR.
Breitbarth war seit 1961 verheiratet und Vater eines Sohnes (* 1968). Er starb im Alter von 81 Jahren und wurde auf dem Evangelischen Georgen-Parochial-Friedhof V in Berlin-Friedrichshain beigesetzt.

## Auszeichnungen in der DDR
- 1973 Vaterländischer Verdienstorden in Bronze und 1978 in Silber